# Attends ou va-t'en
Singles de France Gall
Un prince charmant
(1965) Et des baisers
(1965)
Attends ou va-t'en est une chanson de France Gall. Elle est initialement parue en 1965 sur un EP et en single et ensuite en 1966 sur l'album Baby pop,.

## Développement et composition
La chanson a été écrite et composée par Serge Gainsbourg. L'enregistrement a été produit par Denis Bourgeois.
En 1976, dans l'émission radio À vos souhaits diffusée sur France Inter, France Gall révèle que c'est sa chanson préférée de toutes celles que Serge Gainsbourg a écrites et composées pour elle.

## Listes des pistes
EP 7" 45 tours Deux oiseaux / Et des baisers / Attends ou va-t'en / Mon bateau de nuit (1965, Philips 437.095 BE)
A1. Attends ou va-t'en (2:29)
A2. Mon bateau de nuit (2:28)
B1. Et des baisers (2:13)
B2. Deux oiseaux (2:22)
EP 7" 45 tours Et des baisers / Mon bateau de nuit / Deux oiseaux / Attends ou va-t'en (1965, Philips 437 105 BE, Espagne etc.)
A1. Et des baisers (2:13)
A2. Mon bateau de nuit (2:28)
B1. Deux oiseaux (2:22)
B2. Attends ou va-t'en (2:29)
Single 7" 45 tours (1965. Philips B 373.617 F, France)
1. Attends ou va-t'en
2. Mon bateau de nuit[1]

Single 7" 45 tours (1965, Philips 328 042 JF, Pays-Bas)
1. Attends ou va-t'en (2:29)
2. Deux oiseaux (2:22)[1]

## Classements
Et des baisers / Attends ou va-t'en,
| Classement (1965)                       | Meilleure position |
| --------------------------------------- | ------------------ |
| Belgique (Wallonie Ultratop 50 Singles) | 24                 |

## Reprises
- 1965 : version instrumentale de Paul Mauriat sur son album Le Grand Orchestre de Paul Mauriat (volume 2), Philips[6].
- 1966 : 中尾ミエ (Mie Nakao) la reprend en japonais sous le titre 涙のシャンソン日記 sur son 45 tours S 涙のシャンソン日記, label Victor Entertainment[7].
- 1968 : version instrumentale de The London Sound Dance Orchestra sur l'album Dansez aux rythmes de Serge Gainsbourg, label Concert Hall[8].
- 1995 : Tomoyo Harada reprend cette chanson sur son album Egg Shell, label For Life Records[9].
- 1998 : Maria Yamamoto la reprend en japonais sous le titre アブナイ彼  sur l'album みつあみ, Warner Music Japan[10].
- 1998 : Mikado sur leur album Forever, label Le Village Vert (réf. VIVE 038) puis réédtion en 2017 par Les Disques du Crépuscule (réf. TWI 105)[11].
- 2000 : Baby Birkin la reprend sur l'album Lucien Forever - A Tribute To Serge Gainsbourg, label Pussycats Records[12].
- 2002 : Sonia[Note 1] la reprend version bossa nova sur son album Sonia Sings French Bossa, label La Voce[13].
- 2003 : Kayomania la reprend en japonais sous le titre 涙のシャンソン日記 sur l'album Cinéphile, label Crown[14].
- 2005 : Chihiro Yamanaka en fait une version jazzy sous le titre Teared Diary sur l'album Outside By The Swing, Verve Records[15].
- 2005 : le groupe B.S.O. la reprend en espagnol sous le titre Flor De Electropasión sur l'album See You Later Cowabunga, label Elefant Records[16].
- 2006 : Lio la reprend sur son album Dites au prince charmant.
- 2007 : Sylvie Vartan la reprend sur son album Nouvelle vague.
- 2015 : version intrumentale de Los Antideslizantes sur le 45 tours EP Final Feliz, label Discos El Carmen[17].
- 2021 : Katel sur son album Mutants Merveilles, label FRACA !!![18].